# Formule Renault 2.0 NEC
De Formule Renault Northern European Cup (ook bekend als de Formule Renault NEC) is een formuleracing-kampioenschap, gehouden in Noord-Europa. Het kampioenschap werd in 2006 opgericht na een samenvoeging tussen de Duitse en Nederlandse Formule Renault 2.0-kampioenschappen.
Het kampioenschap werd oorspronkelijk grotendeels gehouden op Nederlandse, Belgische en Duitse circuits, maar rijdt sinds 2011 ook in landen als Groot-Brittannië, Oostenrijk, Hongarije en Italië.
Het kampioenschap gebruikt een chassis van Tatuus, een Renault Clio-motor en Michelin-banden.

## Resultaten
| Seizoen | Kampioen               | Tweede                 | Derde              | Team                  | Tweede klasse* |
| ------- | ---------------------- | ---------------------- | ------------------ | --------------------- | -------------- |
| 2006    | Filipe Albuquerque     | Chris van der Drift    | Xavier Maassen     | JD Motorsport         | niet gehouden  |
| 2007    | Frank Kechele          | Tobias Hegewald        | Valtteri Bottas    | Motopark Academy      | niet gehouden  |
| 2008    | Valtteri Bottas        | António Félix da Costa | Tobias Hegewald    | Motopark Academy      | niet gehouden  |
| 2009    | António Félix da Costa | Kevin Magnussen        | Marco Sørensen     | Motopark Academy      | niet gehouden  |
| 2010    | Ludwig Ghidi           | Mikkel Mac             | Jeroen Mul         | Van Amersfoort Racing | Dear Schilling |
| 2011    | Carlos Sainz jr.       | Daniil Kvjat           | Stoffel Vandoorne  | Koiranen bros.        | niet gehouden  |
| 2012    | Jake Dennis            | Jordan King            | Josh Hill          | Fortec Motorsports    | niet gehouden  |
| 2013    | Matt Parry             | Jack Aitken            | Dennis Olsen       | niet gehouden         | niet gehouden  |
| 2014    | Ben Barnicoat          | Louis Delétraz         | Seb Morris         | Josef Kaufmann Racing | niet gehouden  |
| 2015    | Louis Delétraz         | Kevin Jörg             | Ukyo Sasahara      | Josef Kaufmann Racing | Max Defourny   |
| 2016    | Lando Norris           | Max Defourny           | Dorian Boccolacci  | Josef Kaufmann Racing | Lando Norris   |
| 2017    | Michael Benyahia       | Gilles Magnus          | Bartłomiej Mirecki | R-ace GP              | niet gehouden  |
| 2018    | Doureid Ghattas        | Phil Hill              | Gabriel Gandulia   | Anders Motorsport     | niet gehouden  |

- De tweede klasse was in 2010 de FR2000-klasse en in 2015 en 2016 de Rookie-klasse